# ウルボス (ベオグラード市電)
この項目では、セルビアの首都・ベオグラードの路面電車であるベオグラード市電で使用されている、スペイン・CAF製の路面電車車両（超低床電車）について解説する。

## 概要・運用
2009年11月、ベオグラード市は市内を運行する路面電車であるベオグラード市電の近代化を目的に、スペインの鉄道車両メーカーであるCAFとの間に30両の新型車両導入に関する8,100万ユーロ分の契約を交わし、2011年から導入が開始された。
これらの車両は運転台や乗降扉が一方にのみ存在する片運転台車両で、中間に台車がないフローティング車体を挟んだ5車体連接車となっている。車内は全体にステップが存在しない100 %低床構造で、乗降扉下部には車椅子利用客向けのスロープが収納されている。そのため動力台車・付随台車共に車軸が存在しない独立車輪式が用いられ、主電動機は前後車体の各車輪の外側に1台ずつ設置されている。また、回生ブレーキや集電装置（シングルアーム式パンタグラフ）から供給された電力を屋根上のスーパーキャパシタへ貯蔵可能なオンボード充電システム（SCR）が設置されており、停電などの非常時にはこのスーパーキャパシタの電力で短時間の走行が可能である。これらの電気機器はフォスロ・キーペが製造を手掛けている。
導入は2013年まで3次に渡って行われ、2020年現在は発注分の30両全車が在籍する。

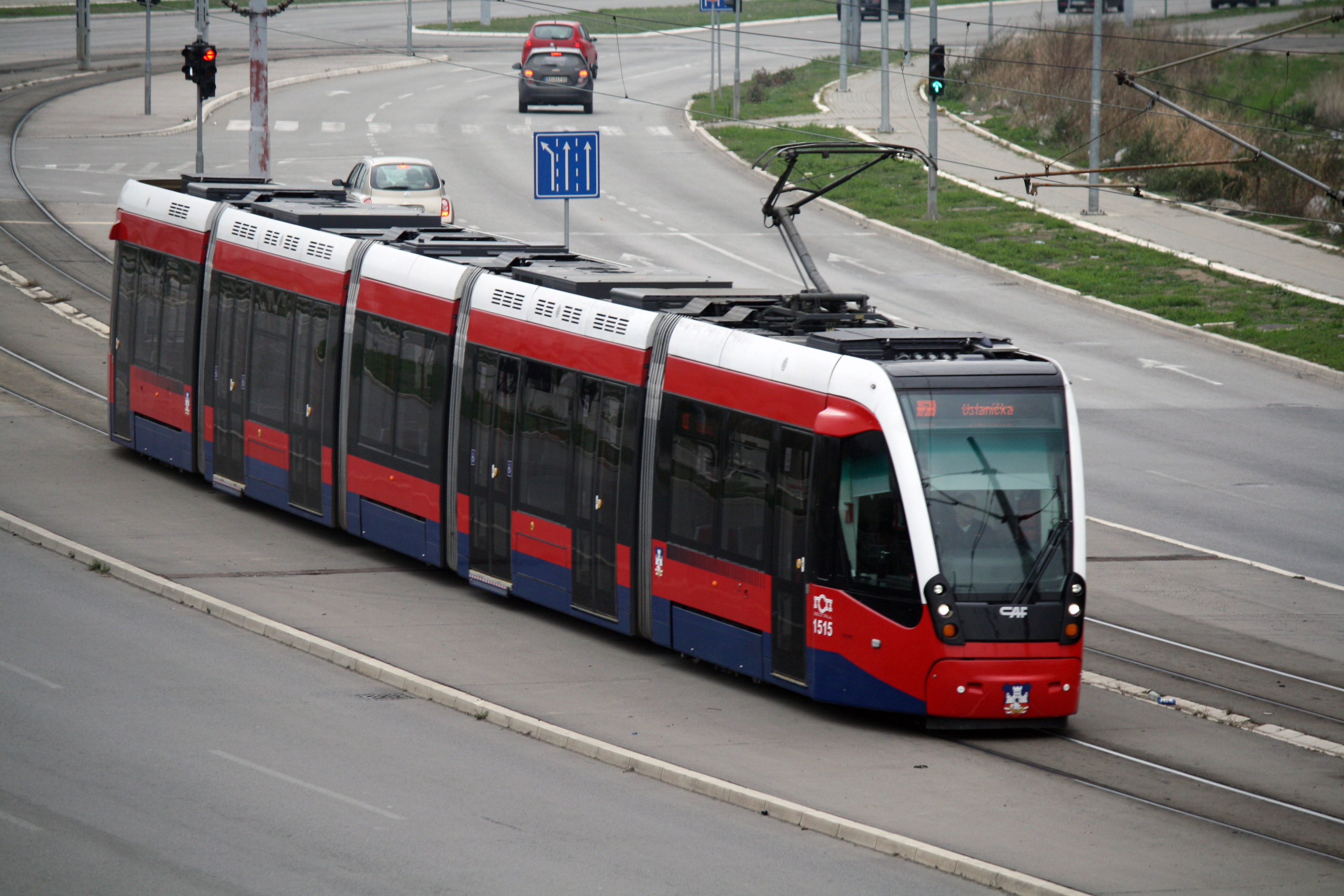
ウルボス3（2012年撮影）
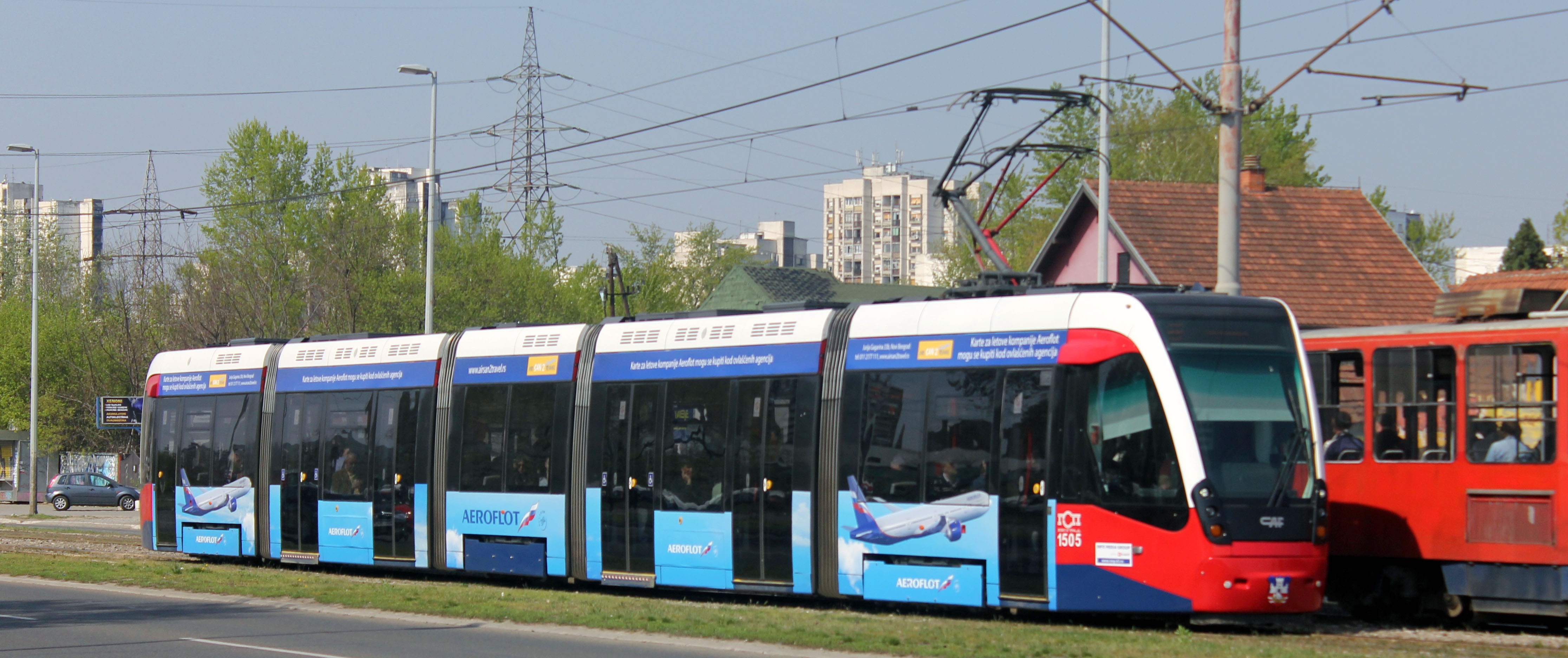
広告塗装（2017年撮影）
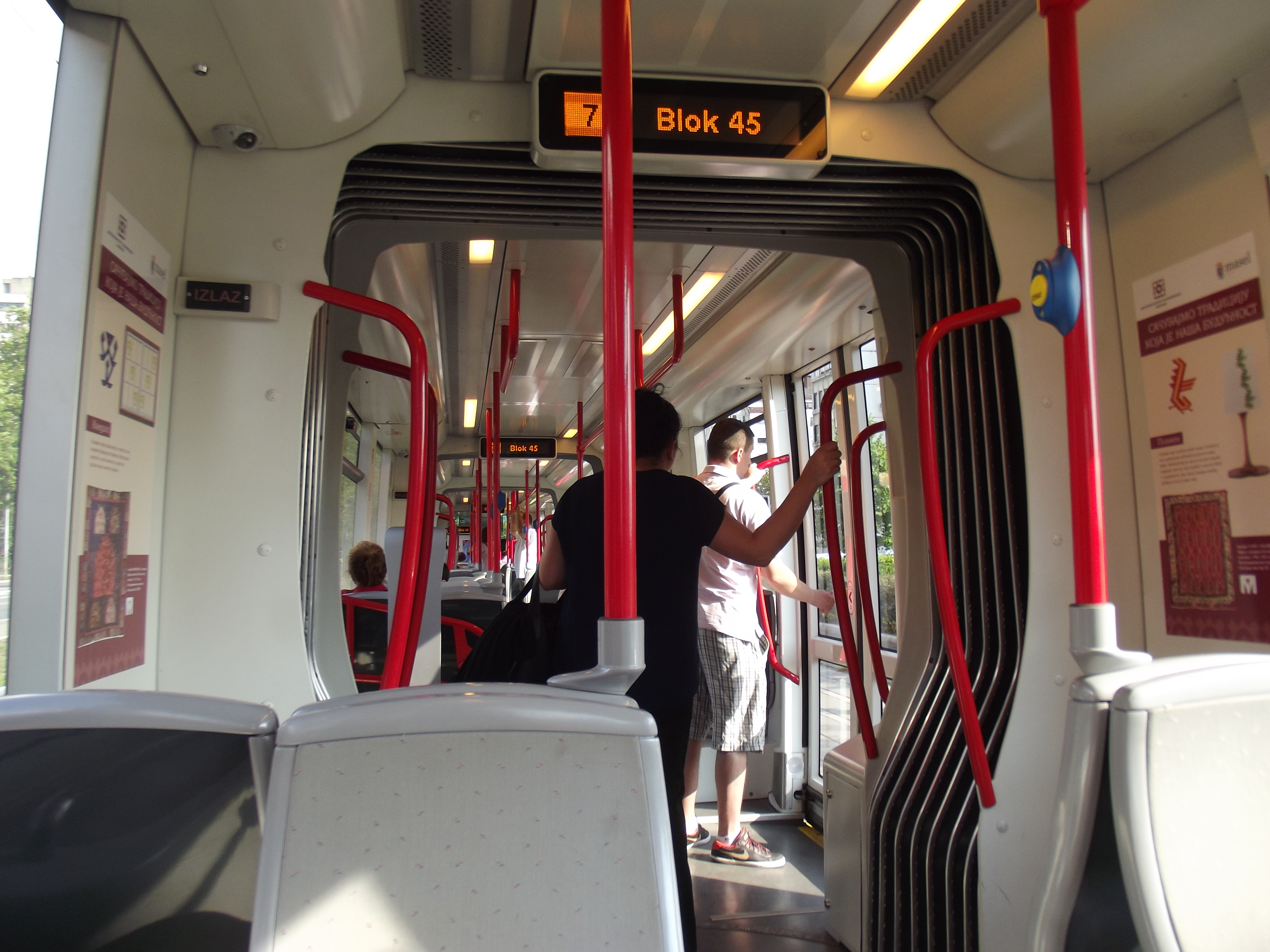
車内（2014年撮影）

## 参考資料
- Gavrilovic Branislav; Bundalo Zoran (2017). THE ENERGY SAVING SYSTEM WITH THE CAF URBOS 3 OF URBAN PUBLIC TRANSPORT IN BELGRADE (PDF). Mechanics Transport Communications (Report). Vol. 15. Railway College of Vocational Studies. pp. 79–83. 2021年4月26日閲覧。